# キングブルブリン
キングブルブリンは、吉本興業大阪本社に所属していたお笑いコンビ。2015年7月結成。2017年1月に一度解散したが、同年10月に再結成し、その後2023年7月に再び解散。よしもと漫才劇場を中心に活動していた。

## メンバー
田中 昭太（たなか しょうた、1993年1月10日 - (31歳)） 
- 立ち位置は向かって右、ツッコミ担当。
- 大阪府高槻市出身[1]、大阪府立大学卒業。
- 身長174cm、体重60kg[1]。O型。
- ゴエモンのだいじゅ、爛々の大国とシェアハウスをしている[2][3]。
- Radiotalkで「キングブルブリン田中はBGM」を配信している[4]。

村上 剛（むらかみ つよし、 1993年8月27日 - (30歳)）
- 立ち位置は向かって左、ボケ担当。
- 京都府亀岡市出身[1]。
- 身長177cm、体重60kg[1]。
- Radiotalkでタチマチの安達と「暖色ラジオ」を配信している[5]。

## エピソード

### コンビ
- 大阪NSC38期生。NSC時代の同期には、フースーヤ、天才ピアニスト、安達周平（タチマチ）、ネイヴィベイビーなどがいる。
- 現在は主によしもと漫才劇場の舞台などに出演中。
- コンビ名の由来はゼルダの伝説 トワイライトプリンセス。コンビ名の候補には「山嵐」「ガーディアン」「傀儡観音」などがあった[6]。
- 2015年7月1日結成[7]。結成3年目の2017年1月10日に解散し、10カ月後に再結成した[8]。
- NSC入学直後、田中は高校のサッカー部の同級生と2カ月間プラチナキングというコンビを組んでおり、相方探しの会でたまたま近くにいた村上と3人でファーストフード店に行った。帰りに駅の改札で、村上が田中にコンビを組んでほしいと言ったが、田中はコンビを組んでいることを理由に断った。その後、コンビを解散した田中の方から村上にコンビ結成を持ちかけた[8][9]。
- 2023年、自身のSNSで、7月2日の単独ライブをもって解散することを発表した。今後について、田中は芸人として活動を継続、村上は未定[10]。

### 田中
- 趣味は競馬、食レポの感想を考えること[11]。
- 特技は女子プロボウラー(Pリーグ)の名前とキャッチコピーを全て言えること[12][13]。
- 小学1年生から約15年サッカーをしていた[14]。高校のサッカー部の後輩にNSC39期タレンチがいる[14]。
- 大学2年生の時に芸人になると決めた[4]。
- キングブルブリンが解散していた間は、バッテリィズの角とユニットを組んでいた[15]。
- 弟と妹がいる[16]。
- 好きな食べ物は、チーズがかかっている食べ物とハヤシライスとポパイ丼 [17]。
- 嫌いな食べ物はきゅうり[18]。
- 少女時代、TWICE、NiziU等、K-POPが好き[19]。
- 田中家には髪を切ったことに気付かなかった人が美容院代を払うというルールがある。
- 心配性だが人生のテーマは「なるようになる。」[20]。

### 村上
- 実家の愛犬「レオ」が大好き。
- 名前の「剛」は、長渕剛が由来[21]。
- 海外ドラマが好き[22]。
- キングブルブリンが解散していた間、一時タチマチの安達とユニットを組んでいた[23]。
- 小学校の卒業文集に、将来の夢は芸人かマジシャンと書いていた[24]。
- 高校3年生の時に同級生と4人組で「ねぶた祭」というカルテットを組んで漫才をしたことがある。その中の1人とNSCに入学予定だったが、断られたため大学を中退し、NSCに入学した[24]。NSC37期として入学予定だったが、難波が怖くて入学をキャンセルした。
- どんなに雨予報でも傘を持ち歩かない[25]。

## 出囃子
- ケラケラ『スターラブレイション』

## 賞レースでの戦歴
- M-1グランプリ

| 年度   | 結果         | 会場             | 日時           | 備考                  |
| ------ | ------------ | ---------------- | -------------- | --------------------- |
| 2015年 | 1回戦敗退    | テイジンホール   | 2015年9月1日   |                       |
| 2016年 | 2回戦敗退    | 大丸心斎橋劇場   | 2016年10月4日  |                       |
| 2018年 | 2回戦敗退    | 大丸心斎橋劇場   | 2018年10月13日 |                       |
| 2019年 | 2回戦敗退    | YES THEATER      | 2019年10月10日 |                       |
| 2020年 | 2回戦敗退    | よしもと祇園花月 | 2020年10月28日 |                       |
| 2021年 | 3回戦敗退    | よしもと祇園花月 | 2021年10月27日 |                       |
| 2022年 | 準々決勝進出 | よしもと漫才劇場 | 2022年11月15日 | 3回戦敗退後、追加合格 |

- 第6回上方漫才協会大賞 文芸部門賞（2021年）

## 出演

### テレビ
- おいでやす小田のおメガネ　(読売テレビ、2021年4月1日)　田中のみ

## 単独ライブ

### 2019年
- 8月25日「ドラゴン」(よしもと漫才劇場/大阪) 初単独

### 2023年
- 7月2日 「上B」(よしもと漫才劇場/大阪) 解散前最後の単独[26]